# Hachadamane, Chikmagalur
Hachadamane là một làng thuộc tehsil Chikmagalur, huyện Chikmagalur, bang Karnataka, Ấn Độ.